# Chapni (Artsakh)
Chapni (in armeno Չափնի?, in azero Çəpli) è una piccola comunità rurale del distretto di Kəlbəcər, in Azerbaigian, fino al 2024 appartenente alla regione di Shahumian nella repubblica di Artsakh (fino al 2017 denominata repubblica del Nagorno Karabakh).
Il villaggio, un tempo isolato in una zona montuosa e fuori mano, nel periodo del controllo karabakho si trovava sulla nuova statale M 11 che univa la repubblica di Artsakh all'Armenia attraverso il passo Sodk. All'altezza di Chapni era presente il posto di frontiera di controllo documenti.
Nei pressi di Chapni sorge la fortezza di Levonaberd (Handaberd).